# Astragalus zionis
Astragalus zionis M.E.Jones è una pianta appartenente alla famiglia delle Fabacee, endemica degli Stati Uniti d'America.

## Distribuzione e habitat
La specie è presente in Arizona, New Mexico e Utah.